# 道源権治
道源 権治（どうげん ごんじ、1869年2月26日〈明治2年1月16日〉 - 1957年〈昭和32年〉12月7日）は、明治から昭和時代前期の政治家。貴族院多額納税者議員。衆議院議員（1期）。勲等は勲四等。

## 経歴
岩崎惣輔の二男として周防国山口藩領都濃郡、後の鹿野村（山口県都濃郡鹿野村、鹿野町を経て現周南市）に生まれる。1893年（明治26年）12月、都濃郡富田村（富田町、徳山市を経て現:周南市）の道源岩太郎の養嗣子となる。1900年（明治33年）山口県勧業諮問会員を経て、富田村会議員、同村長、山口県会議員を歴任した。ほか、県信用組合連合会長、郡農会長、同産牛畜産会長、同水産会長、富田町教育会長、県購買販売組合連合会長、産業組合中央金庫評議員、恩賜財団済生会評議員、第百十銀行監査役、山口県社会事業協会理事などを務めた。
1904年（明治37年）山口県多額納税者として貴族院議員に互選され、同年9月29日から1911年（明治44年）9月28日まで在任。会派は茶話会に所属した。1930年（昭和5年）2月の第17回衆議院議員総選挙では山口県第2区から立憲民政党所属で出馬し当選。衆議院議員を1期務めた。
1956年（昭和31年）富田町名誉町民となった。